# 헤이데이
《헤이데이》(영어: Hay Day)는 슈퍼셀이 개발한 모바일 게임이다. iOS는 2012년 6월 21일, 안드로이드는 2013년 11월 20일에 공개하였다. 현재 1억이 넘는 다운로드 수를 기록하였으며, 자원을 사고 팔며 시장경제를 만들고 이웃과 도움을 주며 성장하는 캐쥬얼 비디오 게임이다.

## 게임 플레이
헤이데이는 농사를 짓는 게임이다. 플레이어는 농작물과 제품 등의 물건을 판매해, 게임에서 다양하게 사용할 수 있는 코인과 레벨업의 필요한 경험치도 얻는다.

### 클럽
플레이어는 클럽을 건설할 수 있는데, 플레이어들은 클럽에서 아이템을 요청하거나 채팅할 수도 있다. 또한 플레이어들은 재화도 교환할 수 있다.

## 같이 보기
- 클래시 로얄
- 클래시 오브 클랜
- 브롤스타즈
- 붐비치
- 스쿼드 버스터즈
- 슈퍼셀